# Stone Street (Waveney)
Stone Street is een dorpje in het bestuurlijke gebied Waveney, in het Engelse graafschap Suffolk, het wordt doorkruist door de van oorsprong romeinse weg A144 ten noorden van Halesworth.

Stone Street ligt in de civil parish Spexhall tegen de grens van de civil parish St. Lawrence (Ilketshall).
Het oude dorpje dat in het Domesday Book (1086) voorkomt als 'Ston'  heeft 8 monumentale panden welke onder de English Heritage vallen. Een aantal dateren van de 16e eeuw.

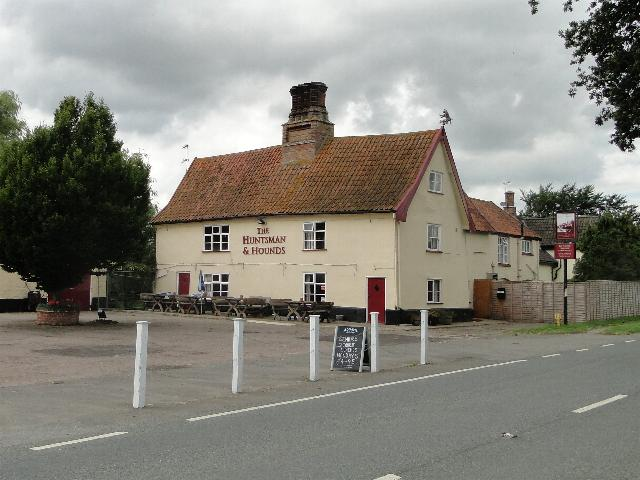
The Huntsman and Hounds, herberg van uit midden 16e eeuw

## Linken English Heritage
- 1032051 The Huntsman and Hounds,  herberg van uit midden 16e eeuw.
- 1032052 De middelste 3 van een rij van 5 huisje, een deel 16e eeuw met onderdelen uit de 17e eeuw.
- 1032053 Een schuur direct grenzend aan een houten boerderij, late 16e eeuw
- 1032054 Rooksyard boerderij, vroeg 17e eeuw
- 1198835 Een houten boerderij, late 16e eeuw
- 1198942 Voormalige boerderij, late 16e eeuw